# Elezioni in Danimarca
Le elezioni in Danimarca si distinguono tra: elezioni per il parlamento nazionale (il Folketing); elezioni locali; elezioni per il Parlamento Europeo. I cittadini possono essere anche chiamati a esprimersi tramite Referendum su una questione di interesse nazionale.
L'elezioni parlamenta sono convocate dal Monarca su iniziativa del Primo Ministro, usualmente dopo quattro anni dalle scorse elezioni, altrimenti prima se occorre. Le elezioni per i consigli locali (municipali o regionali) e per il Parlamento Europeo non hanno una data fissa. Le elezioni usano un sistema di rappresentanza proporzionale. Solo i cittadini iscritti nel registro nazionale possono votare per le elezioni parlamentarie mentre chi risiede da molto tempo può votare per le elezioni locali.
Le ultime elezioni sono state le elezioni parlamentari tenutesi il 1º novembre 2022.

## Elezioni parlamentari
Il Regno di Danimarca (incluse le Isole Faroe e la Groenlandia) elegge un'unica camera parlamentare, il Folketing. Essa è composta di 179 parlamentarie, le Isole Faroe e la Groenlandia eleggono ognuna ulteriori due parlamentari. 135 seggi sono eletti in dieci circoscrizioni plurinominali con sistema proporzionale usando il metodo d'Hondt. I rimanenti 40 seggi sono assegnati sempre in modo proporzionale ma su base nazionale. La soglia di sbarramento è del 2%.
La Danimarca ha un sistema multipartitico, con numerosi partiti politici in cui nessun partito ha spesso la possibilità di guadagnare la maggioranza da solo, e i partiti devono coalizzarsi con l'altri per formare la coalizione di governo.
Le Elezioni per il Folketing si svolgono normalmente ogni quattro anni.

### Le elezioni del 2015
| Liste  | Liste                                    | Voti      | %    | Seggi |
| ------ | ---------------------------------------- | --------- | ---- | ----- |
|        | Socialdemocratici                        | 925.288   | 26,3 | 47    |
|        | Partito Popolare Danese                  | 741.173   | 21,1 | 37    |
|        | Sinistra - Partito Liberale di Danimarca | 684.223   | 19,5 | 34    |
|        | Alleanza Rosso-Verde                     | 273.870   | 7,8  | 14    |
|        | Alleanza Liberale                        | 264.449   | 7,5  | 13    |
|        | L'Alternativa                            | 168.585   | 4,8  | 9     |
|        | Sinistra Radicale                        | 160.672   | 4,6  | 8     |
|        | Partito Popolare Socialista              | 148.027   | 4,2  | 7     |
|        | Partito Popolare Conservatore            | 118.015   | 3,4  | 6     |
|        | Democratici Cristiani                    | 29.148    | 0,8  | -     |
|        | Altri                                    | 3.027     | 0,1  | -     |
|        | Voti Invalidi/Schede Bianche             | 40.068    | -    | -     |
| Totale | Totale                                   | 3.556.545 |      | 175   |

- Ai 175 seggi eletti su base nazionale se ne aggiungono ulteriori quattro, di cui due eletti nelle Isole Fær Øer, due in Groenlandia.

Fonti: Electionresources

## Elezioni locali
Le ultime elezioni per il novantottesimo consiglio municipale e per il quinto consiglio regionale si sono svolte il 19 novembre 2013.

## Elezioni europee
La Danimarca elegge tredici membri del Parlamento Europeo ogni cinque anni. Il sistema usato è proporzionale con il metodo d'Hondt. Le ultime elezioni si sono svolte nel maggio 2014:

## I Referendum
La Costituzione della Danimarca predispone un referendum in tre casi:
- se un terzo dei membri del Parlamento richiede un referendum sulla legge che è passato nei 30 giorni precedenti (fatta eccezione per alcune) (Sezione 42 della Costituzione),[1] o
- una legge che trasferisce sovranità a una organizzazione internazionale che non ha ricevuto la maggioranza dei cinque sesti dei Parlamentari (Sezione 20 della Costituzione),[1] o
- in caso di cambio dell'età elettorale (Sezione 29 della Costituzione).[1]

L'opzione per un terzo dei membri del Parlamento di inviare una legge al referendum ha delle restrizioni. Le leggi di Bilancio, gli Stanziamenti supplementari, i Bills sugli stanziamento di previsione, i Bilss sui Prestiti del Governo, gli Stanziamenti per i pubblici dipendenti, i Bills su stipendi e pensioni, i Bills, i Bills espropriazione, i Bills sulla tassazione (diretta e indiretta), nonché gli stanziamenti introdotti ai fini del lavoro nel Parlamento non possono essere inviati a un referendum. (Sezione 42, Subsezione 6 della Costituzione)
Nonostante la Costituzione della Danimarca richiede che il referendum si terrà solo se non si riesce ad ottenere la supermaggioranza dei cinque sesti dei membri del Parlamento, nella pratica, i referendum si sono tenuti ad ogni approvazione dei nuovi Trattati dell'Unione Europea, anche quando non c'era i cinque sesti. Recentemente, il Governo danese è stato criticato fortemente quando non ha tenuto il referendum sul controverso Trattato di Lisbona.
In tutti e tre i casi, per sconfiggere l'approvazione i voti no non solo devono superare i voti sì, ma devono rappresentare almeno il 30% dell'elettorato.
La Costituzione della Danimarca può essere cambiata solo dopo un referendum, dopo una complicata procedura (Sezione 88 della Costituzione). Prima il governo propone la modifica della costituzione, quando si sta per svolgere una elezione parlamentare. Dopo l'elezione il nuovo parlamento approva una bozza di testo di riforma costituzionale, la proposta è inviata a referendum. Per passare, i voti si non solo devono superare i voti no, ma devono rappresentare più del 40% dell'elettorato.
Solo nel 2013 ci sono stati 16 referendum in Danimarca, tra i più recenti e importanti ci sono il referendum sull'ingresso nell'Euro nel 2000 e il referendum sull'Atto di Successione nel 2009.